# Gare de Bernières
La gare de Bernières est une gare ferroviaire française, fermée et désaffectée, de la ligne de Caen à la mer. Elle est située sur le territoire de la commune de Bernières-sur-Mer dans le département du Calvados en région Normandie.
Elle est mise en service en 1876 par la Compagnie de chemin de fer de Caen à la mer et fermée en 1950 lors de l'arrêt des circulations sur la section de la ligne qui la desservait. L'ancien bâtiment voyageurs est toujours présent.

## Situation ferroviaire
La gare de Bernières était située au point kilométrique (PK) 28,5xx de la ligne de Caen à la mer, entre les gares de Saint-Aubin-sur-Mer et de Courseulles.

## Histoire
La gare fut ouverte à partir de juillet 1876, bénéficiant de l'extension de la ligne vers Courseulles-sur-Mer. À partir de 1900, cette partie de la ligne fut équipée d'un troisième rail pour la voie étroite des (Chemins de fer du Calvados) qui venait de la gare de Caen-Saint-Pierre, via Ouistreham et rejoignait la ligne à voie normale à partir de Luc-sur-Mer en direction de Courseulles puis de Bayeux. Ce service fut supprimé en 1931. Dans les années 1930, des trains directs Paris-Courseulles ont été exploités par la Compagnie des chemins de fer de l'État et passaient donc à Bernières. 
Pénalisée par l’obsolescence de son matériel roulant et concurrencée par le développement de l'automobile et de l'autocar, la ligne fut fermée en 1950. La plate-forme ferroviaire existe toujours.

## Patrimoine ferroviaire
Il est à noter les ornements de charpente qui caractérisent les gares principales de la ligne de Caen à la mer. La gare se situant à quelques dizaines de mètres de la plage de Juno Beach, une iconographie relativement importante la représente en situation, au moment du  débarquement de 1944. La gare de Bernières abrite désormais l'Office du tourisme.